# Juan Fornés
Juan Fornés de la Rosa (Madrid, 24 de noviembre de 1939) es catedrático de Derecho Canónico y Derecho Eclesiástico del Estado en la Universidad de Navarra.

## Biografía
Doctor en Derecho (1974) y Doctor en Derecho Canónico (1982), con premio extraordinario.
Es Consultor del Consejo Pontificio para los Textos Legislativos y Académico correspondiente de la Real Academia de Jurisprudencia y Legislación.
Ha sido, entre otras cosas, Vicepresidente y Vocal del Consejo Directivo de la "Consociatio Internationalis Studio Iuris Canonici Promovendo", Decano de la Facultad de Derecho de la Universidad de Navarra y Vocal de la Comisión Asesora de Libertad religiosa (Ministerio de Justicia).
Ha impartido cursos, pronunciado conferencias como ponente oficial en congresos, y participado en reuniones científicas en distintas ciudades españolas y en Suiza (1980), Ecuador (1981), Colombia (1981), Chile (1983), Canadá (1984), Bélgica (1986), Alemania (1987), Italia (1989-2017), Francia (1990 y 1994), Polonia (1993 y 2011),  México (1996), Argentina (1998), Perú (2000), Hungría (2001), Portugal (2002 y 2015), Líbano (2004), Israel (2013), y Estados Unidos (2014).

## Premios y reconocimientos

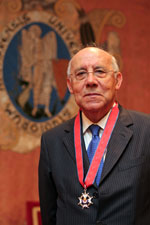
El catedrático Juan Fornés recibió la Cruz de San Raimundo de Peñafort en marzo de 2011.

- Medalla de Plata de la Universidad de Navarra (1999)
- Cruz de San Raimundo de Peñafort (2010),[2] concedida por el Ministerio de Justicia, "para premiar los servicios prestados y la contribución al desarrollo y perfeccionamiento del Derecho y la Jurisprudencia".

## Publicaciones
- "La noción de 'status' en Derecho canónico", Ediciones Universidad de Navarra S.A., Pamplona 1975 PDF.
- "El nuevo sistema concordatario español (Los Acuerdos de 1976 y 1979)", Ediciones Universidad de Navarra S.A., Pamplona 1980 PDF.
- "La ciencia canónica contemporánea (Valoración crítica)", Ediciones Universidad de Navarra S.A., Pamplona 1984.
- AA.VV., "Manual de Derecho Canónico", Ediciones Universidad de Navarra S.A., Pamplona 1988. Autor del cap. IX, 'El sacramento del matrimonio (Derecho matrimonial)', pp. 549-643 (2ª edic., Pamplona 1991, pp. 605-700).
- "Derecho matrimonial canónico", Editorial Tecnos, S.A., Madrid 1990 (reimpresión, 1992; 2ª edición, 1994; 3ª edición, 1997; 4ª edición, 2000; 1ª reimpresión, 2001; 2ª reimpresión, 2004; 3ª reimpresión, 2006; 5ª edición, 2008; 6ª edición, 2014; 7ª edición actualizada, 2018).
- AA.VV., "Derecho eclesiástico del Estado español", Ediciones Universidad de Navarra, S.A., Pamplona 1993. Coautor con P. Lombardía del cap. I, 'El Derecho eclesiástico', pp. 23-90 y del cap. II, 'Fuentes del Derecho eclesiástico español', pp. 91-163 (4ª edic. renovada, Pamplona 1996, pp. 23-68 y pp. 69-114; 5ª edición renovada, Pamplona 2004, pp. 19-51 y 53-85; 6ª edición renovada, Pamplona 2007, pp. 21-52 y 53-84).
- AA.VV., "Tratado de Derecho eclesiástico", Ediciones Universidad de Navarra, S.A., Pamplona 1994. Coautor con P. Lombardía del cap. V, 'Las fuentes del Derecho eclesiástico español', pp. 321-376.
- AA.VV., "La libertad religiosa a los veinte años de su Ley Orgánica", Ministerio de Justicia, Madrid 1999. Autor de 'Observaciones', pp. 60-69; pp. 152-161; pp. 208-213; y del estudio 'Relación sobre la tutela de la libertad religiosa en España al final del siglo XX', pp. 249-288.
- "Legislación Eclesiástica", edición preparada por J. Fornés, M. Blanco y B. Castillo, Aranzadi Editorial, Pamplona 1999 (2ª edición, 2000; 3ª edición, 2001; 4ª edición, 2002; 5ª edición (J. Fornés, M. Blanco, B. Castillo, F. Pérez-Madrid), 2003; 6ª edición, 2004; 7ª edición, 2005; 8ª edición, 2006; 9ª edición, 2007; 10ª edición, 2008; 11ª edición, 2009; 12ª edición, 2010; 13ª edición, 2011; 14ª edición, 2012; 15ª edición, 2013; 16ª edición, 2014; 17ª edición, 2015; 18ª edición, 2016; 19ª edición, 2018).
- AA.VV., "Proyección nacional e internacional de la libertad religiosa", Ministerio de Justicia, Madrid 2001. Autor del capítulo 'Estudio y valoración de la Ley Orgánica de Libertad Religiosa: perspectivas de futuro', pp. 219-265.
- 'Nociones introductorias sobre el Derecho canónico', en AA.VV., "Manuales para el estudio del Derecho de Iustel" (2ª ed. 2010), en Portal Derecho www.iustel.com
- 'Función jurídica y requisitos del consentimiento. La incapacidad psicológica consensual', en AA.VV., "Manuales para el estudio del Derecho de Iustel" (2ª ed. 2010), en Portal Derecho www.iustel.com
- "Libro del cincuentenario. Facultad de Derecho (1952-2002)"; Coordinador J. Fornés (con la colaboración de M. Blanco, J. Marrodán, P. Díez y J.A. Vidal-Quadras), Pamplona 2004.
- AA.VV., "La libertad religiosa y su regulación legal. La Ley Orgánica de Libertad Religiosa", Iustel, Madrid 2009. Autor del estudio "Consideraciones sobre la Ley Orgánica de Libertad Religiosa de 1980, con sus perspectivas de futuro", pp. 69-108.
- AA.VV., "Comisión asesora de Libertad religiosa: realidad y futuro", Ministerio de Justicia, Madrid 2009. Autor del estudio "Sugerencias acerca de la Ley Orgánica de Libertad Religiosa y la Comisión Asesora de Libertad Religiosa", pp. 123 y ss.
- "Retos de la protección jurídica de la diversidad religiosa en Europa", en  F. Pérez-Madrid (coord.), La gestión jurídica de la diversidad religiosa en el área mediterránea, Barcelona 2011, pp. 89-104.
- "Sección monográfica: Las jurisdicciones personales en Derecho Canónico", coordinada por Juan Fornés, en Portal Iustel: "Revista general de derecho canónico y derecho eclesiástico del estado", núm. 26, mayo de 2011
- "La función administrativa y los instrumentos flexibilizadores en el ordenamiento canónico", en las "Actas del XIV Congreso Internacional de Derecho Canónico. Consociatio Internationalis Studio Iuris Canonici Promovendo. La función administrativa en el ordenamiento canónico. Varsovia 14-18 de septiembre de 2011”, Varsovia, 2012.
- "Derecho territorial y derecho personal en la gestión de la diversidad religiosa" en F. Pérez-Madrid y M. Gas Aixendri (directoras), "La gobernanza de la diversidad religiosa: Personalidad y territorialiedad en las sociedades multiculturales", Pamplona, Aranzadi, 2013, pp. 423-430.
- "La revisión del Concordato a través de los acuerdos de 1976 y 1979" en J.A. Escudero López (dir.), La Iglesia en la historia de España, Madrid, Marcial Pons, 2014,  pp. 1259-1269
- "Las circunscripciones personales en la organización de la Iglesia", en E. Güthoff y S. Haering (eds.), Ius quia iustum: Festschrift für Helmuth Pree zum 65. Geburtstag (vol. 65), Berlín, Duncker & Humblot, 2015, pp. 419-429. También en Revista general de derecho canónico y derecho eclesiástico del estado [Recurso electrónico], núm. 37 (2015). [Consulta: 20150915]
- "Consideraciones sobre la disolución del vínculo conyugal", en G. Boni, E. Camassa, P. Cavana, P. Lillo, V. Turchi (eds.), Recte sapere. Studi in onore di Giuseppe Dalla Torre (vol. I), Torino, G. Giappichelli Editore, 2014, pp. 371-388.
- "Inscripción de los lugares de culto en el registro de la propiedad. Comentario jurisprudencial", Revista general de derecho canónico y derecho eclesiástico del estado [Recurso electrónico], n.º 38 (2015), pp. 1-11  [Consulta: 20150915]
- "El acto jurídico y sus anomalías o vicios en Derecho canónico", en Moreno Antón, María (Coord.), Sociedad, derecho y factor religioso. Estudios en honor del profesor Isidoro Martín Sánchez, Granada, 2017, pp. 227-237.
- "Libertad religiosa y seguridad. Relación final en Pérez-Madrid, Francisca (Coord.)., Religión, libertad y seguridad, Barcelona, 2017, pp. 259-263.
- Real Academia de Jurisprudencia y Legislación, Diccionario Jurídico, Madrid, 2017: Autor de varias voces.
- Más de cien artículos y voces de diccionario sobre diversos temas jurídicos.

### Libro homenaje
- María Blanco, Beatriz Castillo, José Antonio Fuentes y Miguel Sánchez-Lasheras (eds.), Ius et Iura: Escritos de Derecho Eclesiástico y de Derecho Canónico en honor del profesor Juan Fornés, Granada, Comares, 2010, 1122 pp.